# Johannes Bernhard Basedow
Johannes Bernhard Basedow (ur. 11 września 1724 w Hamburgu, zm. 25 lipca 1790 w Magdeburgu) – niemiecki pedagog i teolog, inicjator ruchu filantropistów (przyjaciół człowieka). Przedstawiciel pedagogiki oświecenia w Niemczech.

## Życiorys
Johannes Bernhard Basedow urodził się 11 września 1724 roku w Hamburgu . W wieku 15 lat zbuntował się, uciekł z domu i przez rok pracował jako pomocnik lekarza we Flensburgu  .
Od 1744 roku studiował na Uniwersytecie w Lipsku i na Uniwersytecie Chrystiana Albrechta w Kilonii, początkowo teologię, a następnie filozofię . Uczył się przede wszystkim we własnym zakresie , pisał prace na zaliczenie innym studentom w zamian za wynagrodzenie i udzielał korepetycji bogatszym studentom .
Po studiach, w 1749 roku, został prywatnym nauczycielem . Miał „trudnego” ucznia, którego uczył przez zabawę , opracowując nowe metody dydaktyczne .
W 1752 roku obronił w Kilonii pracę magisterską Inusitata eademque optima honestioris juventutis erudiendae methodus . Rok później podjął pracę nauczyciela filozofii w duńskiej Akademii Sorø . Z powodu swoich antyreligijnych poglądów, w 1761 roku został przeniesiony do gimnazjum w Altonie . W 1767 roku został zwolniony z obowiązków nauczycielskich i wykluczony z Kościoła ewangelickiego .
W 1768 roku opublikował pracę Vorstellung an Menschenfreunde für Schulen, nebst dem Plan eines Elementarbuches der menschlichen Erkenntnisse, w której postulował reformę edukacji i sprzeciwiał się wpływowi Kościoła na system szkolny . Postulował stworzenie szkoły dla nauczycieli, by mogli nauczyć się metod przez niego propagowanych .
W 1771 roku otrzymał od księcia Leopolda III zaproszenie do Dessau, aby tam mógł podjąć próbę realizacji swoich reformatorskich pomysłów edukacyjnych .
W 1774 roku założył, a w latach 1774–1785 był dyrektorem wzorcowej szkoły średniej Philantropinum w Dessau, której program pedagogiczny miał, jak na owe czasy, charakter pionierski . Nawiązując do idei Jean-Jacques’a Rousseau edukacja szkolna opierała się tam na zasadach wychowania naturalnego z naciskiem na humanitarne traktowanie dzieci i młodzieży . W programie Philantropinum wprowadzono m.in. zajęcia wychowania fizycznego, kładziono nacisk na przedmioty ścisłe oraz języki nowożytne, a w nauczaniu stosowano metodę poglądową, pamiętając o urozmaiceniu nauki oraz zabawach i wycieczkach  . Biedni uczniowie zwolnieni byli z czesnego w zamian za posługę bogatszym. Tym samym Basedow zapoczątkował ruch filantropistów .
Wydany w 1774 roku traktat Das Elementarwerks za sprawą swojej formy i treści odmienił oblicze osiemnastowiecznej edukacji . Czterotomowe dzieło ilustrowane przez Daniela Chodowieckiego zawierało całokształt ówczesnej wiedzy o świecie ujętej w sposób przystępny dla młodych odbiorców .
Basedow zmarł 25 lipca 1790 roku w Magdeburgu .

## Publikacje (wybór)
- Praktische Philosophie für alle Stände, 1758
- Neue Aussichten in die Wahrheiten und Religion der Vernunft bis in die Gränzen der glaubwürdigen Offenbarung, 1764
- orstellung an Menschenfreunde für Schulen, nebst dem Plan eines Elementarbuches der menschlichen Erkenntnisse, 1768
- Methodenbuch für Väter und Mütter der Familien und Völker, 1770
- Das Elementarwerks, 1774